# Amanda Filipacchi

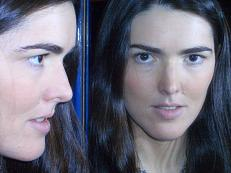
Amanda Filipacchi

Amanda Filipacchi (* 1967 in Paris) ist eine US-amerikanische Schriftstellerin bekannt für ihre Romane voller Kontroversen und ihren eigenartigen Humor. Ihre Werke errangen den Beifall der Kritik in den USA und weltweit. Sie sind seitdem in 13 Sprachen übersetzt worden.

## Werdegang
Filipacchi, die Tochter des Verlegers Daniel Filipacchi, wurde in Paris geboren. Filipacchi begann im Alter von 13 Jahren zu schreiben. Mit 17 Jahren zog sie nach New York. Sie besuchte das Hamilton College im Bundesstaat New York und absolvierte frühzeitig mit einem Bachelor of Arts in Belletristik.
Sie wurde 1990 im MFA-Programm (Master of Fine Arts) an der Columbia University aufgenommen. Kurz danach begann sie an ihrem Roman Nackte Männer (Nude Men) zu arbeiten, der auch später als Diplomarbeit diente. Sie belegte einen Kurs bei Alice Quinn, der damaligen Redakteurin für Fiktion und Dichtung an der Zeitschrift The New Yorker. Diese empfahl Filipacchi Melanie Jackson als literarischen Agenten.
1992 verkaufte Jackson Nackte Männer an Nan Graham von Wikinger. Der Roman wurde in 13 Sprachen übersetzt und die Kritik – sowohl in den USA als auch im Ausland – war fast einstimmig positiv. Nackte Männer wurde später Teil einer Anthologie mit dem Titel The Best American Humor 1994 (Simon & Schuster, 1994).
Filipacchi schrieb seitdem zwei weitere Romane: Vapor (1999) und Love Creeps (2005), die wiederum gute Aufnahme bei der Kritik fanden und ebenfalls in mehrere Sprachen übersetzt wurden.
Ihre Arbeit fand Beifall nicht nur seitens der Kritik, sondern auch unter den Autoren, wie Bret Easton Ellis, Tama Janowitz, Edmund White, Dale Peck, Alain de Botton, Kathryn Harrison und dem französischen Regisseur Louis Malle.
Kritiker bezeichneten Filipacchis Werke manchmal als „fürchterlich witzig“; die Schriftstellerin selbst beschrieb man als „wunderbares post-feministische Talent“. The New York Times nannte sie eine „schöne Komikerin des Surrealismus“. Zudem verglich man ihre Romane mit denen von John Irving, Vladimir Nabokov, Muriel Spark, John Fante, Angela Carter, Lewis Carroll, Woody Allen und Ann Beattie. Love Creeps wurde inzwischen einer der Top 25 Romane des Jahres bei der in New York erscheinenden The Village Voice.
Anlässlich der Veröffentlichung der holländischen Übersetzung von Love Creeps im Spätsommer 2004 lud man Filipacchi zum Literaturfestival von Saint Amour, Belgien, ein. Sie war die einzige Vertreterin der Vereinigten Staaten beim 10-tägigen Festival. Ihr erster Roman Nackte Männer fand in Belgien eine große Resonanz.
Sie lebt derzeit in New York City.

## Bibliographie
- Nackte Männer (Haffmans Verlag, 1993) / Original English version: Nude Men (Viking/Penguin, 1993)
- Vapor (Carroll & Graf, 1999)
- Love Creeps (St. Martin’s, 2005)
- The Unfortunate Importance of Beauty (2015)